# نيك نيرس
نيك نيرس (بالإنجليزية: Nick Nurse)‏ مواليد 24 يوليو 1967 في كارول، هو مدرب كرة سلة أمريكي ولاعب سابق. وهو مدرب مساعد لفريق تورونتو رابتورز في الرابطة الوطنية لكرة السلة. سبق أن درب نادي أوستند لكرة السلة ومانشستر جاينتز. أمضى 12 عاما مدربا في أوروبا معظمها في دوري كرة السلة البريطاني.

## روابط خارجية
- نيك نيرس على موقع كلية كرة السلة في سبورتس رفرنس.كوم (الإنجليزية)
- نيك نيرس على موقع سبورتس رفرنس (الإنجليزية)